# 黑寡妇 (漫威漫画)
黑寡妇（英語：Black Widow）是漫威漫画出版的美国漫画书里数个虚构角色的名称。大多数名为黑寡妇的虚构角色都出现在漫威的主要共享宇宙裡，其中以漫威宇宙最为出名。

## 克莱尔·沃伊恩特
克莱尔·沃伊恩特（Claire Voyant）是美国漫画书第一位身着戏服且具有超能力的虚构女性角色。这个角色首次出现在《神秘漫画》第四期（1940年8月出版），由乔治·卡普登和哈利·萨勒所创造。她在漫画中会杀死那些恶人，并将恶人的灵魂交给她的主人——撒旦。这个角色和漫威漫画后来所出版漫画书中的黑寡妇角色并无任何关系。

## 娜塔莎·罗曼诺夫
纳塔利娅·爱丽安诺芙娜·罗曼诺娃（Natalia Alianovna Romanova），也叫：娜塔莎·罗曼诺夫（Natasha Romanoff），是漫威漫画在现代主流漫画里的首位以此为代号的女性角色。她由编辑兼构图师斯坦·李、编剧唐·利格和画家唐·赫克所共同创作，并首次登场于《悬疑故事》第52期（1964年4月）中。这个角色和漫威宇宙好几个英雄团队都有联系，包括：复仇者联盟、捍卫者联盟、冠军队、神盾局和雷霆特攻隊。除了漫画之外，娜塔莎·罗曼诺夫也出现在其他媒体形式中，其中又以电影《钢铁侠2》、《复仇者联盟》、《美国队长2：冬日战士》、《复仇者联盟2：奥创纪元》、《美国队长3：内战》、《复仇者联盟3：无限战争》和《复仇者联盟4：終局之戰》最为有名。在这些作品里，娜塔莎·罗曼诺夫由史嘉蕾·喬韓森饰演。

## 葉蓮娜·貝洛娃
葉蓮娜·貝洛娃（Yelena Belova）是漫威漫画现代主流漫画里第二个以“黑寡妇”为代号的虚构女性角色。她在短篇漫画作品《异人族》第5期（1999年3月出版）中首次亮相，并在1999年由漫威骑士出版的迷你系列漫画《黑寡妇》中正式推出。
2001年出版的第二部迷你系列漫画依旧以《黑寡妇》为名，但是主要描写的对象却是娜塔莎·罗曼诺夫和夜魔侠。
直到次年，葉蓮娜·貝洛娃才在漫威漫画面向成人读者的限制级厂牌漫威漫画推出的三部曲迷你系列《黑寡妇：苍白小蜘蛛》中出场。在2002年6月到8月的连载故事里，由格雷·卢卡担任编剧，而由艾格·考蒂耶担任绘图。漫画闪回了她在异人族剧情之前成为第二个黑寡妇的故事。
2020年電影《黑寡婦》，由佛蘿倫絲·普伊飾演。

## 其他以黑寡妇为名的角色

### 莫妮卡·张

#### 人物传记
莫妮卡·张（Monica Chang-Fury）是“终极漫威宇宙”里的第二个黑寡妇，她首次登场于《终极漫画：复仇者联盟》第3期。尽管与她的前任黑寡妇（娜塔莎·罗曼诺夫）一样有着痛苦的回忆，但是她拒绝更改她的代号。
据透露，莫妮卡·张是一名亚裔美国女性，曾是神盾局局长尼克·弗瑞的妻子。她在发现尼克·弗瑞与自己家庭及有限社交圈子里的大多数女性成员，甚至是自己母亲有染之后，她选择了离婚。
在复仇者联盟期间，她与其他人领导了重新捕获美国队长的任务；她最后与红骷髅会面并与之战斗。
她还帮助捕获和招募惩罚者加入团队， 后来莫妮卡被转到新终极战队。尼克·弗瑞重回神盾局就任局长之后，他重新组建了终极战队，莫妮卡也加入了这支战队。莫妮卡和她与弗瑞的女儿朱利叶斯·张（Julius Chang）搬回了三飞饰总部。 随后莫妮卡继任神盾局局长的职位。
在《全新终极战队》最终卷里，莫妮卡在捕获了曾在神盾局为自己工作的交叉骨之后将自己的身份告诉给了新一代黑寡妇。 后来，在于联邦调查局的合作当中，莫妮卡被诺曼·奥斯本给杀害了。

### 洁西卡·德鲁
在“终极漫威宇宙”里，洁西卡·德鲁是蜘蛛侠（彼得·帕克）的女性克隆人，别名黑寡妇。

### 黑寡妇2099
在“漫威2099宇宙”里，黑寡妇被设定为一个非裔美国女性，名叫塔尼亚（Tania）。在炼金术公司的要求下，她成为复仇者联盟2099的成员之一。 如同黑寡妇蜘蛛那样，塔尼亚在与男性发生性关系之后是会杀死对方的。

### 多蒂·安德伍德
出现在电视剧《特工卡特》的黑寡妇是多蒂·安德伍德（由布里奇特·里根饰演），她是黑寡妇娜塔莎·罗曼诺夫的前辈，同时也是利维坦的特工。